# Nothing in Vain
Nothing in Vain è l'album studio di debutto della band hardcore punk Most Precious Blood, pubblicato il 20 novembre 2001 con la Trustkill Records. Quest'album è stato registrato in un frequentato studio ed è presente un misterioso rumore nel sottofondo di ogni traccia.

## Tracce
1. Less Than Zero – 2:46
2. Apparition – 3:28
3. Sincerely – 2:00
4. In Effigy – 2:17
5. The Knot – 1:48
6. The Lantern – 2:01
7. Morphine – 2:37
8. And The Band Played On – 1:31
9. Come What May – 1:54
10. Heroes And Conspiracies – 2:36
11. Song Of Siren – 1:30
12. No Place Like Home – 4:09

## Formazione
- Tom Sheehan — voce
- Justin Brannan — chitarra
- Rachel Rosen — chitarra, voce
- Matt Miller — basso
- Sean McCann — batteria